# 6月11日 (旧暦)
旧暦6月11日は旧暦6月の11日目である。六曜は仏滅である。

## 誕生日
- 万治2年（グレゴリオ暦1659年7月30日） - 山本常朝、「葉隠」の口述（+ 1719年）
- 天明7年（グレゴリオ暦1787年7月25日） - 小関三英、医者・蘭学者（+ 1839年）
- 文政10年（グレゴリオ暦1827年7月4日） - 川上冬崖、洋画家（+ 1881年）

## 忌日
- 成務天皇60年（ユリウス暦190年7月30日） - 成務天皇、13代天皇（* 84年）
- 元和元年（グレゴリオ暦1615年7月6日） - 古田織部、大名・茶人（* 1544年）